# 長柄町
長柄町（日语：／ Nagara machi */?）是位於千葉縣中央地區的一個町，屬長生郡。通勤率方面，往茂原市有15.2%，往千葉市有13.2%，往市原市則有12.3%（平成22年國勢調査）。

## 地理
位於房總半島的丘陵地中，平地少，地勢起伏大。町內有人工湖市津湖，其水源是來自於房總導水路。

### 鄰接自治體
- 茂原市
- 市原市
- 長生郡 長南町

## 歷史
- 1955年（昭和30年）4月29日 - 長柄村（日语：長柄村 (千葉県)）、日吉村（日语：日吉村 (千葉県長生郡)）、水上村（日语：水上村 (千葉県)）（同年4月1日編入長南町的深澤、笠森除外）合併成立[1]。

## 人口
| 長柄町人口分布圖 |                                               |  |
| 長柄町與日本全國年齡別人口分布比較圖 （2005年資料） | 長柄町的年齡、男女別人口分布圖 （2005年資料） |  |
| ■紫色是長柄町 ■綠色是全国 | ■藍色是男性 ■紅色是女性                       |  |
| 長柄町人口變化 \| 1970年 \| 7,514人 \| \| \| 1975年 \| 7,527人 \| \| \| 1980年 \| 7,487人 \| \| \| 1985年 \| 7,973人 \| \| \| 1990年 \| 8,285人 \| \| \| 1995年 \| 8,846人 \| \| \| 2000年 \| 8,625人 \| \| \| 2005年 \| 8,564人 \| \| \| 2010年 \| 8,035人 \| \| \| 2015年 \| 7,337人 \| \| \| 2020年 \| 6,721人 \| \| |                                               |  |
| 資料來源：日本總務省統計中心提供之人口普查數據 |                                               |  |
| 1970年 | 7,514人                                       |  |
| 1975年 | 7,527人                                       |  |
| 1980年 | 7,487人                                       |  |
| 1985年 | 7,973人                                       |  |
| 1990年 | 8,285人                                       |  |
| 1995年 | 8,846人                                       |  |
| 2000年 | 8,625人                                       |  |
| 2005年 | 8,564人                                       |  |
| 2010年 | 8,035人                                       |  |
| 2015年 | 7,337人                                       |  |
| 2020年 | 6,721人                                       |  |

## 行政
- 町長：清田勝利（きよた かつとし，第一任）

## 經濟
- 農業
- 高爾夫球場
- Japan Foods（日语：ジャパンフーズ）（本社）
- 南總通運（日语：南総通運）（茂原支店）
- NARIZUKA CORPORATION（長柄DP＆D中心）

## 地域

### 教育

#### 小學校
- 長柄町立長柄小學校
- 長柄町立日吉小學校

#### 中學校
- 長柄町立長柄中學校

## 交通

### 鐵路
町內沒有鐵路。

### 路線巴士
- 小湊鐵道
- 長柄町町民巴士（日语：長柄町町民バス）

### 道路
- 首都圈中央連絡自動車道（圈央道）
  - 最近的交流道是茂原長南交流道、[茂原北交流道。
- 千葉縣道13號市原茂原線（日语：千葉県道13号市原茂原線）
- 千葉縣道14號千葉茂原線（日语：千葉県道14号千葉茂原線）

## 名勝、古蹟、觀光地、祭典、活動
- 生命之森度假區（日语：生命の森リゾート）
- 眼藏寺（日语：眼蔵寺）（上總國利生塔）：梵鐘為重要文化財
- 飯尾寺（日语：飯尾寺）：木造不動明王坐像為重要文化財
- 長柄水壩（日语：長柄ダム (千葉県)）、市津湖
- 長柄町都市農村交流中心
- 長柄櫻之鄉（農產品直銷所）
- 道之驛長柄（日语：道の駅ながら）
- 房總浮世繪美術館

## 備註
1. ↑  . 長柄町例規集.   [2013-06-02]. （原始内容存档于2006-10-06）.

## 外部連結
- 長柄町 （页面存档备份，存于）
- 千葉縣長生郡長柄町商工會